# Twarożki ołomunieckie

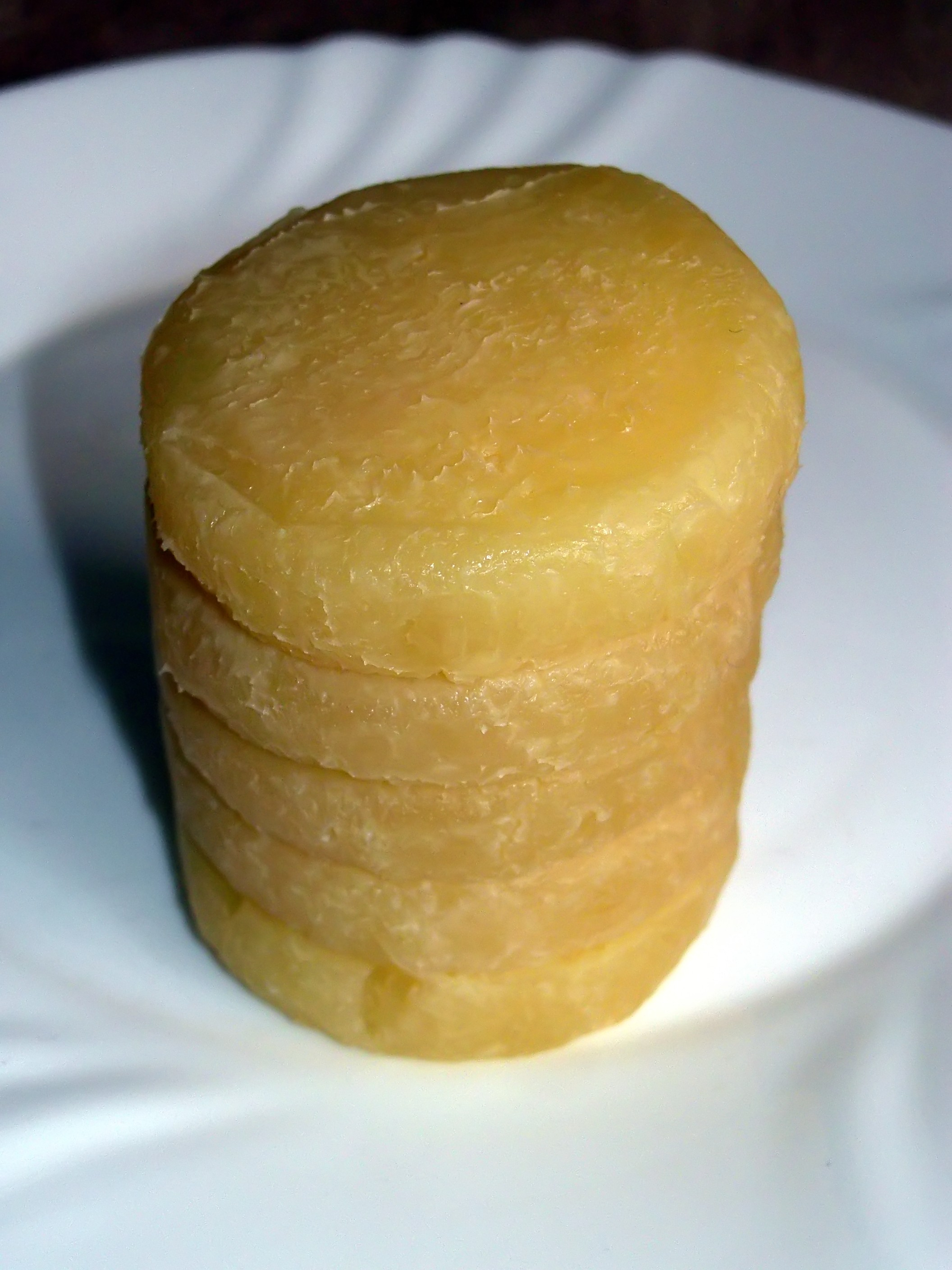
Twarożki ołomunieckie

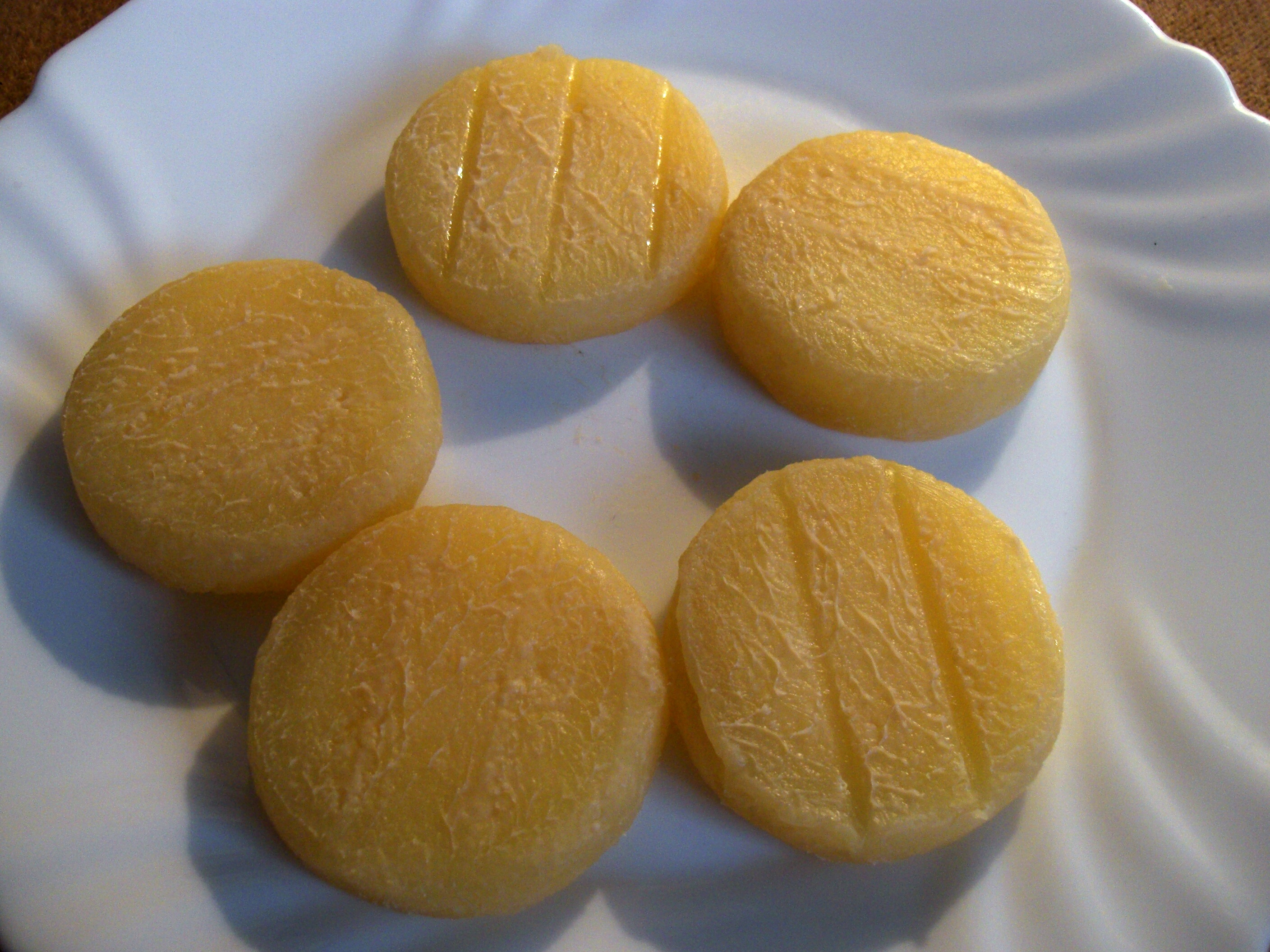
Twarożki ołomunieckie – pojedynczo

Twarożki ołomunieckie (też Serki ołomunieckie, cz. Olomoucké tvarůžky, mor. Olomoucké syrečky, niem. Olmützer Quargel), niekiedy zwane olomoucké syrečky – rodzaj miękkiego sera dojrzewającego, produkowanego w Czechach. Jedyny czeski ser objęty Chronionym Oznaczeniem Geograficznym.

## Charakterystyka
Wytwarzane są w Lošticach w kraju ołomunieckim. Charakteryzują się silną wonią i woskowożółtą barwą. Obok romadura są jednym z kilku czeskich serów o silnym, przenikliwym zapachu i pikantnym smaku. Powstają z chudego twarogu otrzymanego z pasteryzowanego mleka krowiego w trakcie naturalnego procesu biotechnologicznego, jedynie przy udziale szlachetnych kultur mleczarskich. Oprócz soli (max. 4,5 %) nie dodaje się do twarogu żadnych innych sztucznych dodatków i konserwantów. Należą do żywności dietetycznej z uwagi na bardzo niską zawartość tłuszczu – poniżej 1%.

## Historia
Najstarsze wzmianki o wytwarzaniu tego typu sera pochodzą z XVI w. Stanowiły wtedy pośledniejszy gatunek jedzenia. W miarę upływu czasu zyskały jednak pewne miejsce na wszystkich stołach. Obecne były np. na stole Rudolfa II Habsburga.
Początkowo wytwarzane były domowymi metodami we wsiach w okolicy Ołomuńca i aż do XIX w. nazywane były wiejskimi twarożkami. Sprzedawano je na targach w Ołomuńcu. Następnie centrum ich produkcji przesunęło się do Loštic. Od 1892 produkcja związała się z nazwiskiem Josefa Wesselsa i jego syna – Aloisa, którzy otworzyli manufakturę produkującą twarożki. Z czasem stali się potentatami na tym rynku w całych Czechach.

## Współczesność
Prawdziwe ołomunieckie twarożki wytwarzane są obecnie tylko przez jedyne przedsiębiorstwo na świecie - firmę A.W. s r.o. Mieści się ona w Lošticach przy ulicy Palackého 4. Tradycja w zakresie tej produkcji sięga tu 1876. Firma produkuje rocznie ok. 2 000 ton twarożków ołomunieckich. Ich sprzedaż odbywa się w sklepie przy nám. Miru 11 (Rynek) w Lošticach oraz w sklepach firmowych w Ołomuńcu, Ostrawie i Brnie.
Od 1994 działa w Lošticach „Museum olomouckých tvarůžků”. Pierwotnie mieściło się wprost w zaadaptowanych pomieszczeniach wytwórni serów. 26 czerwca 2014 została otwarta w sąsiedztwie (ul. Palackého 2) nowa placówka, pozbawiona barier architektonicznych. Ekspozycje przedstawiają przekrój historii warzenia serów, ukazują procesy ich produkcji oraz przybliżają dzieje rodziny Wesselsów i założonego przez nich przedsiębiorstwa.